# Histamine N-méthyltransférase
Pour les articles homonymes, voir HMT.
L'histamine N-méthyltransférase (HMT, HNMT) est une méthyltransférase qui catalyse la réaction :
S-adénosyl-L-méthionine + histamine  {\displaystyle \rightleftharpoons }  S-adénosyl-L-homocystéine + Nτ-méthylhistamine.
Cette enzyme est codée chez l'homme par le gène HNMT sur le chromosome 2. Avec la diamine oxydase (EC 1.4.3.22), c'est l'une des deux enzymes métabolisant l'histamine. On la trouve dans pratiquement tous les tissus, mais est absente du sérum.